# 69-й меридіан східної довготи
69-й меридіан східної довготи — лінія довготи, що лежить на 69 градуси східніше Гринвіцького меридіана. Вона проходить від Північного полюса через Північний Льодовитий океан, Азію, Індійський океан, Південний океан та Антарктиду до Південного полюса.
69-й меридіан східної довготи формує велике коло разом із 111-тим меридіаном західної довготи.

## Список географічних об'єктів, що перетинає 69° сх. д.
Починаючи на Північному полюсі та рухаючись до Південного полюса, 69-й меридіан східної довготи проходить через:
| Координати                                                 | Країна, територія або море                  | Примітки                                                                              |
| ---------------------------------------------------------- | ------------------------------------------- | ------------------------------------------------------------------------------------- |
| 90°0′ пн. ш. 69°0′ сх. д. / 90.000° пн. ш. 69.000° сх. д.  | Північний Льодовитий океан                  |                                                                                       |
| 81°0′ пн. ш. 69°0′ сх. д. / 81.000° пн. ш. 69.000° сх. д.  | Баренцове море                              |                                                                                       |
| 76°43′ пн. ш. 69°0′ сх. д. / 76.717° пн. ш. 69.000° сх. д. | Росія                                       | Нова Земля — проходить біля найсхіднішої точки Північного острова — приблизно на 4 км |
| 76°40′ пн. ш. 69°0′ сх. д. / 76.667° пн. ш. 69.000° сх. д. | Карське море                                |                                                                                       |
| 72°41′ пн. ш. 69°0′ сх. д. / 72.683° пн. ш. 69.000° сх. д. | Росія                                       | Проходить через півострів Ямал                                                        |
| 68°56′ пн. ш. 69°0′ сх. д. / 68.933° пн. ш. 69.000° сх. д. | Карське море                                | Байдарацька губа                                                                      |
| 68°44′ пн. ш. 69°0′ сх. д. / 68.733° пн. ш. 69.000° сх. д. | Росія                                       | Проходить через Ханти-Мансійськ                                                       |
| 55°26′ пн. ш. 69°0′ сх. д. / 55.433° пн. ш. 69.000° сх. д. | Казахстан                                   | Приблизно на 10 км                                                                    |
| 55°20′ пн. ш. 69°0′ сх. д. / 55.333° пн. ш. 69.000° сх. д. | Росія                                       | Приблизно на 6 км                                                                     |
| 55°17′ пн. ш. 69°0′ сх. д. / 55.283° пн. ш. 69.000° сх. д. | Казахстан                                   | Проходить західніше Шимкента                                                          |
| 41°18′ пн. ш. 69°0′ сх. д. / 41.300° пн. ш. 69.000° сх. д. | Узбекистан                                  | Проходить західніше Ташкента                                                          |
| 40°13′ пн. ш. 69°0′ сх. д. / 40.217° пн. ш. 69.000° сх. д. | Таджикистан                                 | Приблизно на 9 км                                                                     |
| 40°7′ пн. ш. 69°0′ сх. д. / 40.117° пн. ш. 69.000° сх. д.  | Узбекистан                                  | Приблизно на 7 км                                                                     |
| 40°4′ пн. ш. 69°0′ сх. д. / 40.067° пн. ш. 69.000° сх. д.  | Таджикистан                                 | Проходить східніше Душанбе                                                            |
| 37°18′ пн. ш. 69°0′ сх. д. / 37.300° пн. ш. 69.000° сх. д. | Афганістан                                  | Проходить західніше Кабула                                                            |
| 31°37′ пн. ш. 69°0′ сх. д. / 31.617° пн. ш. 69.000° сх. д. | Пакистан                                    | Белуджистан Сінд                                                                      |
| 24°13′ пн. ш. 69°0′ сх. д. / 24.217° пн. ш. 69.000° сх. д. | Індія                                       | Гуджарат — проходить через Кач[en]                                                    |
| 22°57′ пн. ш. 69°0′ сх. д. / 22.950° пн. ш. 69.000° сх. д. | Аравійське море                             | Затока Кач                                                                            |
| 22°25′ пн. ш. 69°0′ сх. д. / 22.417° пн. ш. 69.000° сх. д. | Індія                                       | Гуджарат — проходить через півострів Катхіавар                                        |
| 22°11′ пн. ш. 69°0′ сх. д. / 22.183° пн. ш. 69.000° сх. д. | Індійський океан                            |                                                                                       |
| 48°41′ пд. ш. 69°0′ сх. д. / 48.683° пд. ш. 69.000° сх. д. | Французькі Південні і Антарктичні Території | Проходить через архіпелаг Кергелен                                                    |
| 49°43′ пд. ш. 69°0′ сх. д. / 49.717° пд. ш. 69.000° сх. д. | Індійський океан                            |                                                                                       |
| 60°0′ пд. ш. 69°0′ сх. д. / 60.000° пд. ш. 69.000° сх. д.  | Південний океан                             |                                                                                       |
| 67°55′ пд. ш. 69°0′ сх. д. / 67.917° пд. ш. 69.000° сх. д. | Антарктида                                  | Проходить через Австралійську антарктичну територію (претендує Австралія)             |